# Jump cut
Jump cut (z ang. „cięcie skokowe”) – cięcie montażowe zaburzające ciągłość czasoprzestrzenną prezentowanej akcji i wywołujące wrażenie przeskoku. Termin ten bywa używany dość swobodnie, choć w podstawowym znaczeniu odnosi się do techniki zestawienia dwóch podobnych ujęć, różniących się na tyle nieznacznie pozycją kamery lub filmowanego obiektu, by wywołać w widzu rodzaj szoku percepcyjnego i go zdezorientować. Jump cut sprawia często wrażenie, jak gdyby w procesie montażu usunięto fragment pojedynczego, ciągłego ujęcia . Może również opierać się na gwałtownej zmianie ruchu ekranowego pomiędzy zestawionymi ujęciami.
W klasycznym montażu ciągłym unika się tego typu środków, a realizatorzy filmu dbają o to, aby następujące po sobie ujęcia różniły się kątem ustawienia kamery przynajmniej o 30 stopni. Współcześnie jednak regułę tę łamie się w celach artystycznych. Do znanych przykładów wykorzystania jump cutów w historii kina zaliczyć można m.in. filmy radzieckiej szkoły montażu (Pancernik Potiomkin, Stare i nowe) oraz francuskiej Nowej Fali (Do utraty tchu, Jules i Jim).